# Corte Conjunta de Justicia de Aruba, Curazao, San Martín y el Caribe Neerlandés
La Corte Conjunta de Justicia de Aruba, Curazao, San Martín y el Caribe Neerlandés más formalmente Corte Conjunta de Justicia de Aruba, Curazao, San Martín y Bonaire, San Eustaquio y Saba (en neerlandés: Gemeenschappelijk Hof van Justitie van Aruba, Curaçao, Sint Maarten en van Bonaire, Sint Eustatius en Saba) sirve a los tres países del Caribe que forman el Reino de los Países Bajos: Aruba, Curazao y San Martín, y los tres municipios especiales de los Países Bajos, Bonaire, San Eustaquio y Saba. El tribunal trabaja principalmente con disputas en primera instancia así como apelaciones de estas seis islas, y está en el mismo nivel que los tribunales similares en los Países Bajos. Desde 2012, el tribunal también ha sido autorizado para oír procedimientos de investigación que se originaron en Curazao, del tipo que se discuten en los Países Bajos en Ámsterdam.
El Tribunal tiene sedes en los juzgados ubicados en Aruba, Curazao y San Martín, y también está autorizado para celebrar sesiones en Bonaire, San Eustaquio y Saba. Hasta la disolución de las Antillas Neerlandesas, en 2010, era llamado Tribunal Mixto de Justicia de las Antillas Neerlandesas y Aruba.
La Corte Conjunta incluye cuatro juzgados de primera instancia, que tienen sesiones en 6 lugares regulares diferentes. Las apelaciones se oyen en 3 lugares, pero también se pueden escuchar en las 3 restantes islas.